# Does It Offend You, Yeah?
Does It Offend You, Yeah? est un groupe de musique électronique britannique, originaire de Reading dans le comté du Berkshire.

## Biographie
Le groupe s'est formé à Reading (Angleterre) en 2007, et a sorti son premier album au printemps 2008. Gagnant très rapidement en popularité, le groupe s'est placé neuvième au classement des groupes les plus populaires sur le site last.fm en 2008, et ont dominé le haut du classement des ventes sur iTunes, aux côtés de groupes comme Foals, MGMT et Santogold.
Does It Offend You, Yeah? est souvent comparé à des groupes comme Daft Punk, Justice et Digitalism. Leurs prestations scéniques, où ils déploient une énergie et un son particuliers, leur valent d'être parfois comparés à Muse.
Le nom du groupe est tiré directement d'une citation de Ricky Gervais dans la version britannique de la série The Office.
Le chanteur, James Rushent, a coproduit deux titres des Prodigy, Invaders Must Die et Omen. Le groupe a également remixé des chansons de Muse, des White Stripes et de Bloc Party.
À ce jour, le groupe a écrit, composé et produit tous ses albums. Ils ont été rejoints sur scène par le guitariste Morgan Quaintance en 2008.
Pour leur premier album, le groupe a travaillé avec Sebastien Grainger, chanteur de Death From Above 1979, qui chante sur le single Let's Make Out.
Le 25 avril 2012, sur leur site officiel, le groupe annonce faire une pause pour une durée indéterminée.
Fin 2015, sur leur page Facebook, le groupe poste un nouveau titre intitulé "I See Lights On The Horizon".
Le 17 septembre 2021, le groupe annonce via un teaser vidéo sur ses réseaux sociaux la sortie de leur troisième album "WE DO OUR OWN STUNTS" a une date toujours indéterminée.

## Discographie

### Singles et EP
- Weird Science
- Let's Make Out
- We Are Rockstars
- Epic Last Song
- Dawn of the Dead
- All the Same

### Remixes
- Map of the Problematique de Muse
- Uprising de Muse en 2009.
- The Catalyst de Linkin Park en 2010.
- Punching in a dream de The Naked and Famous